# Colletes xerophilus
Colletes xerophilus är en biart som beskrevs av Timberlake 1951. Colletes xerophilus ingår i släktet sidenbin, och familjen korttungebin.

## Underarter
Arten delas in i följande underarter:
- C. x. cismontanus
- C. x. sonoranus
- C. x. xerophilus